# دوميتيوس موديستوس
دوميتيوس موديستوس (358م - 377م) هو سياسي ضمن الإمبراطورية الرومانية .

## حياته
من أصل عربي، كان موديستوس حاكم الأبرشية المشرقية من 358 إلى 362، خلفًا لنيبريديوس. وخدم تحت الإمبراطور كونستانتوس الثاني وجوليان. في 359 كان رئيس لجنة في بيسان، وفي هذا المنصب حكم على المتهمين بقسوة.
أثناء وجوده في أنطاكية، قام الإمبراطور جوليان بتعيين موديستوس في منصب بريفيكتوس (حاكم منطقة إدارية) لميدنة القسطنطينية، وهو شغل هذا المنصب من 362 إلى 363.
تحت حكم الإمبراطور فالينس كان حاكم المقاطعة البريتورية في الشرق (369-377) وقنصل عام في عام 372. خلال فترته كمحافظ برايتوري، أكمل بناء خزان أرضي بإسمه وسمي الصهريج الموديستوسي، الذي بدأ بناؤه المهندس المعماري هيلبيوس في 363، حينما كان موديستوس حاكم إداري للمنطقة.
في عام 371 تم تعيينه رئيسًا أو قاضياً للجنة كان من المقرر أن تحكم فيها على بعض كبار الضباط الذين اتهموا بممارسة السحر، ولا سيما تهمة إستشارة كاهن لمعرفة اسم خليفة الإمبراطور فالينز. تصرف موديستوس بقسوة شديدة، وعذب الأبرياء، وبالتالي نجح بانتزاع اعترافاتهم. أهدي قنصلية في العام التالي، على الأرجح كمكافأة على نجاحه في محاكمتهم.
كان موديستوس على صلة قوية مع بعض الضباط الوثنيين وكان هو بنفسه وثنيًا تحت الإمبراطور الوثني جوليان، ولكن خلال فترة حكم فالنس تحول إلى الآرية، دين الإمبراطور. أرسل فالنس موديستوس لمقابلة أسقف نيقية باسيليوس قيصرية، للتوسط بين المذهبين المسيحيين المتعارضين، لكن باسيليوس رفض. ثم أمر فالنس موديستوس باستخدام العنف ضد الأسقف، لكنه موديستوس رفض ولم يستخدم العنف ضدهم.
ذكر موديستوس في 37 رسالة من رسائل ليبانيوس.